# Lomatopodium lessingianum
Lomatopodium lessingianum är en flockblommig växtart som beskrevs av Fisch. och Carl Anton von Meyer. Lomatopodium lessingianum ingår i släktet Lomatopodium och familjen flockblommiga växter. Inga underarter finns listade i Catalogue of Life.